# 星洲日報
《星洲日報》（英語：Sin Chew Daily），是马来西亚發行量最大的中文报章，由星洲媒体集团出版发行，隶属于世界华文媒体有限公司。《星洲日报》創刊于1929年1月15日，创办人为新加坡虎標永安堂老闆胡文虎和胡文豹兄弟。该报是马来西亚最具影响力的华文媒体之一，长期位居全国各语文报章之首，在2015年下半年平均每日发行量达35万份。现任世华媒体（马）集团总编辑为郭清江，《星洲日报》总编辑为陈汉光。

## 歷史
《星洲日報》前身是由新加坡虎標永安堂老闆胡文虎和胡文豹兄弟將早先創立的《星報》和新加坡商人鄧荔生的春源印刷廠合併而成，於1929年1月15日創刊於新加坡。在創辦初期，该报在上海、廈門和香港派駐記者，用電報拍發專訊，主要在於向當地的華僑傳達有關中國的最新發展訊息，作為宣傳其公司醫藥產品的工具。
1929年創立《星洲圖畫副刊》，並特約上海名畫家葉淺予，名攝影家郎靜山等為記者。因為報紙星期日一般都休刊，該報社覺得與服務社會的宗旨相違背，於是在星期日增出擁有四大張的週刊，這是華文報的創舉，也因此報份大增。同年打破新加坡報紙到午後出報的習慣，率先在清晨6時出報。
1937年秋，抗日戰爭爆發，南洋一帶的華僑讀者對中國時局的發展非常關切，《星洲日報》因此增出一份晚報，專門報導當時中日的軍情，並譴責日本侵犯中國的暴行。
1938年冬，《星洲日報》禮聘郁達夫南來主編《星洲日報》文藝副刊《晨星》、主編《星洲晚報》文藝副刊《繁星》和《星光畫報》文藝版。郁達夫的南來，帶動了當時馬來半島和新加坡島上的華文化事業的發展。郁達夫在星洲日報前後三年，共發表400多篇抗日政論。

### 马来西亚运作及马新分家
一直到50年代初期，《星洲日報》只在新加坡營運，後來才在吉隆坡設立辦事處，並且每日從新加坡運載報紙到馬來半島發行。
1965年，馬來西亞和新加坡分家，吉隆坡《星洲日報》便脫離新加坡的總社另起爐灶。1966年7月7日，《星洲日報》的出版公司，星系報業私人有限公司購置八打靈再也的報館現址作为马来西亚的总部，並把報社的運作從吉隆坡轉移到八打靈再也。《星洲日報》除了在新加坡總社原廠印刷外，馬來西亞報份就改由八打靈再也新廠印刷出版。在八打靈再也設廠之初，報紙仍由新加坡總社編輯部編排，然後通過電傳至八打靈再也製版，分兩地同時印刷。當時八打靈再也新廠，在《星洲日報》體系中，處於附屬地位。由于分家后马来西亚及新加坡国情差异，八打灵再也报馆逐渐有了独立的编辑、制版及印刷运作，《星洲日報》就分成马来西亚《星洲日報》及新加坡《星洲日報》。
1982年，馬來西亞政府頒佈新的媒體法令，不准外國人控制本地報紙。马来西亚《星洲日報》的控制權遂由胡家轉到馬來西亞人林慶金的手中。這也開始了星洲日報在新加坡的結束的命運。 1983年初，在新加坡的《星洲日報》與《南洋商報》合併，並以《聯合早報》與《聯合晚報》的名字出版。新加坡《星洲日報》宣告結束。也正因此，《星洲日报》名称中虽然带有新加坡的别称“星洲”，如今却是在马来西亚发行。

### 21世紀後
2000年4月21日，《星洲日報》推出《星洲互動》網站，以電子虛擬方式走向網際網路時代。
2002年在金邊創辦「柬埔寨星洲日報」。
2004年10月，《星洲日报》与《光明日报》整合资源，正式组建星洲媒体集团，并在吉隆坡证券交易所主要交易板挂牌上市，成为马来西亚首批上市的中文报业公司之一。
2006年，星洲集团進軍印尼華文報業市場，入主印尼有四十年歷史的華文「印度尼西亞日報」，並將它改名為「印尼星洲日報」。同年，《星洲日報》社长张晓卿从马华公会手上收购南洋报业与《中国报》后，引起大马报业界发起一系列反对媒体垄断的请愿活动。
2007年1月29日，星洲媒体集团董事主席张晓卿促成旗下香港明报集团与星洲媒体及南洋报业合并，组成跨国媒体集团「世华媒体」，并成为首家在马来西亚与香港两地同步上市的中文媒体企业。此次整合将马来西亚主要中文报章纳入同一企业旗下，奠定其作为全球华文媒体龙头之一的地位。
2008年1月，星洲媒體、南洋報業以及明報企業分別舉行股東特別大會。三個特別大會都以近100%的票數通過合併計劃。新集團取名为世界華文媒體。
2018年10月7日，《星洲日報》在柬埔寨提供服务的报业，《柬埔寨星洲日報》，正式停刊。停刊的前一天，2018年10月6日，《柬埔寨星洲日報》通過報紙封面刊登啟事通告說「業務重組，暫時停刊」，並通知讀者前往該报馆的辦事處處理退款。

## 經營層

### 歷任總經理／社長
- 1929 鄧荔生[來源請求]
- 1935 林靄民[來源請求]
- 1936 胡昌耀[來源請求]
- 1940 林靄民[來源請求]
- 1941 胡蛟[來源請求]
- 1946 胡偉夫[來源請求]
- 1951 胡蛟[來源請求]
- 現任社長 張曉卿

### 歷任編務負責人
- 1929年1月15日創刊──主筆：朱寶筠、編輯主任：周逸農
- 1929年9月──編輯主任：傅无悶
- 1937年11月──主筆：關楚璞
- 1938年12月──文藝版編輯：郁達夫
- 1940年8月3日至10月25日──兼任代主筆：郁達夫
- 1940年10月──主筆：俞颂华
- 1941年──主筆：潘公弼
- 1942年2月9日至1945年──日軍南侵，停刊三年半

注：此前創刊初期主持編務者为主筆或編輯主任，此後才称總編輯。
- 1945年9月復刊──總編輯：胡偉夫
- 1946年11月──總編輯：胡浪漫
- 1950年上半年──總編輯：江錦帆
- 1950年年底──總編輯：黄思
- 1972年9月──總編輯：陳見辛

注：1966年7月7日馬來西亞八打靈現址設廠，隔年成立大馬採編、生產、印行系統，1970年分別在馬新各自出版《星洲日報》，此後兩地各有總編輯，陳見辛為馬來西亞總編輯；新加坡总编辑仍為黃思，直至1977年9月方才卸任，由黄溢华任代总编辑，此後經歷吳锡任代总编辑〔1978〕，黄溢华〔1979〕、黎德源〔1981〕出任总编辑，1983年新加坡《星洲》与《南洋》合并成《联合早／晚报》，《星洲日報》遂於馬來西亞獨自負起延續命脈、繼往開來的使命。
- 1973年──總編輯辑：黄宗理
- 1982年──總編輯：劉鑒銓
- 2000年──集團總編輯：蕭依釗／總編輯：許春
- 2007年──總編輯：卜佛海
- 2016年──總編輯：郭清江
- 2025年──集團總編輯：郭清江／總編輯：陳漢光

## 慈善
星洲旗下的星洲基金会，有各类基金，帮助过无数人，包括水灾灾民，病人，还有升学的学生，为社会服务。

### 错误报导与扭曲言论

#### 篡改照片删除安华头像
1999年11月20日，《当今大马》揭露《星洲日报》于11月14日修改了一张1995年的照片，将被革职的前马来西亚副首相安华·依布拉欣从国阵的领导人中删除，再以当时的副首相阿都拉·巴达威的人头照取代，导致《星洲日报》为其篡改照片一事公开道歉。《星洲日报》总编辑刘鉴铨承认修改照片违反了新闻业的基本原则，称该错误是由一个初级副编辑觉得安华已不再在国阵阵营，所以认为安华不合适出现在那张照片中，副编辑没有政治动机，并强调图片并不意味着反映事件的真实性，并为有关事件在网络论坛上刊登道歉启事。

#### 误报末沙布欲落实伊刑法
2012年8月28日，《星洲日报》封面报道，伊斯兰党署理主席末沙布透露，该党的意愿是一旦执政中央，将寻求国会通过修改宪法，以落实伊斯兰刑事法。对此末沙布驳斥《星洲日报》的报道，否认本身说过要落实伊刑法。他表示，他只是向该报解释，若要修改任何法律，必须获得大部分国会议员的同意，并且依据联邦宪法及民联的协议。末沙布怒斥《星洲日报》报道错误，糟糕的是这篇错误报道获英文媒体《星报》转载。

#### 误报行动党有意加入国阵
2013年5月10日，《星洲日报》一篇题为〈林吉祥：可与国阵组联合政府〉，被民众解读成民主行动党有意取代马华公会并加入国阵，令行动党资深领袖林吉祥成为“箭靶”，惨被网民斥责背叛人民。之后林吉祥召开记者会时重申，行动党绝对不会取代马华，加入国阵，并称《星洲日报》的这个大标题难免会误导读者认为是行动党要与国阵组成联合政府。

#### 误报大马警方到澳门取金正男家属DNA
2017年2月22日，《星洲日报》独家报道称，3名来自武吉阿曼全国警察总部的国际刑警组警官，在当日飞赴澳门寻求当地的国际刑警协助，向金正男的妻儿索取DNA样本，来鉴定金正男身份。2月23日，全国总警长卡立阿布巴卡在受访时反驳了《星洲日报》的报道：“不对。我们没有将样本带到任何地方。”“我们（也）没有收到来自任何国家的任何DNA样本。那（报道）并不对。”

#### 误报中国首富王健林确定投资大马城
2017年5月14日，《星洲日报》封面标题“王健林投资大马城”遭民主行动党全国宣传秘书潘俭伟挨轰为扭曲报道，原因是前一天（5月13日）马来西亚没如预期与大连万达集团签约以发展大马城，不过《星洲日报》在隔日封面却以此标题报道此事。《星洲网》在当晚刊出道歉声明，坦承标题有误，并指王健林所拥有的大连万达集团虽表示有兴趣投资大马城，但尚未拍板定案。

#### 误报林冠英「胜选找你」言论
2019年5月3日，《星洲日报》属下的网络电视《百格时事》在上载一则时任财政部长林冠英为行动党山打根补选候选人黄诗怡助选的新闻时，将林冠英没说过的一句话当成质疑林冠英的标题：「胜选才要找你，输了就不可以找你啦？」，引起轩然大波，导致林冠英被净选盟批评发表贿选言论，要求对方为其言论作出解释和公开道歉。沙巴行动党秘书陳泓缣与行动党山打根补选候选人黄诗怡同日则澄清林冠英没有发表此言论。5月4日，财政部长特别事务官员黄剑飞发表文告指责《星洲日报》编辑玩弄文字游戏，以操弄网民对林冠英的憎恨。黄剑飞也公布林冠英在演讲的全文与情形，批评《星洲日报》发布不实与不负责任言论已经严重的误导网民。又趁着净选盟发文告批评行动党时大肆报导事件，却同时选择漠视及隐匿沙巴州行动党秘书陈泓谦的即时回应与澄清。并质问《星洲日报》从林冠英任槟城首席部长时代一直处处针对，是否只有林冠英退出政坛，这种含血喷人的行动才会罢休。同日稍晚，百格专页发表道歉启事，表示「对此无心之过，导致网民与凈选盟等社会人士对财长引起误解，百格致予歉意」，星洲与百格也将有关贴文修改为「净选盟：像当年'you help me, i help you'，希望财长澄清」。

#### 误报刘镇东「小题大做」言论
2019年7月29日，时任国防部副部长刘镇东点名《星洲日报》在他昨天参与华小教学楼及综合礼堂落成典礼上，在他回应华小学爪夷文的致辞报导中，直斥《星洲日报》在报导添加「小题大做」的标题和内容是恶意捏造新闻。刘镇东澄清，他在回应华小学爪夷文课题时，从未说过「小题大做」四个字，但报导标题却直接排版成「刘镇东：小题大作」，批评该报标题与新闻引言是无中生有。《星洲日报》于30日承认是报导错误，称有关报导在内部查证下，是有关主任在改稿时过度诠释所造成，并没有任何议程或恶意，并在其网站和晚报上刊登道歉启事。

#### 误报董教总将举办反对爪夷书法课大集会
2019年8月1日，《星洲日报》网络版报道称董教总将连同超过10个华团及淡米尔教育组织，于8月5日在董教总举办一项反对爪夷书法课的大集会，向政府表达疑虑和心声。该报道也刊登在《星洲日报》英文网，以及日期8月2日的早报和晚报，英文版使用“Dongjiaozong rally against Jawi next Monday”为标题。接着，《马来前锋报》8月2日引述《星洲日报》报道，董教总将在总部集会（Himpunan）反对爪夷书法课。8月3日，董教总发联合文告驳斥两家媒体的报道，澄清当天只是特邀各族团体代表举行内部讨论会而已，并称《星洲日报》和《前锋报》的报道“用词不正确”，或会引起误导。

#### 香港反送中运动袭击校车假新闻
2019年11月13日，《星洲日报》转载《环球时报》有关香港示威者在反送中运动期间袭击西南部薄扶林道一辆校车的假新闻，并且附上了疑似校车着火的假照片；而香港警方早在兩天前（11月11日）召開的記者會中表示，該事件發生於東部馬鞍山一帶，汽油彈落地處僅在校車前方，著火對象為涉事男子而非校車本身。当该消息被读者对比发现为假新闻之后，《星洲日报》最终承认在未完成证实之前就转述该报导，并且在网络上公开道歉。《南洋商报》与《东方日报》也同样转载了有关虛假报导。

#### 错误报道马哈迪将代掌教长职
2020年1月7日，《星洲日报》为错误报道首相马哈迪·莫哈末将代掌教育部长职位一事在官方网站刊登致歉启事并说明该报经过查证后确认马哈迪在记者会上说将会决定代摄教育部长职位的人选而不是掌职。

#### 公正党不支持马哈迪假新闻
2020年5月19日，《星洲日报》引述消息指称，人民公正党中央理事会于5月17日召开会议时达成共识，不再支持前首相马哈迪·莫哈末为首相人选。不过，公正党通讯主任法米法兹却驳斥此为假新闻，并敦促《星洲日报》撤回或修正有关新闻。

#### 误报希盟将探讨与国盟合作
2021年4月8日，《星洲日报》一篇题为“希盟干训营探讨未来大方向 保安严谨下令驱逐媒体”报道了马来西亚的政黨聯盟希望联盟，在干训营中的闭门会议将探讨与执政党国民联盟合作的可能，但民主行动党组织秘书陆兆福之后在脸书驳斥了这种说法。陆兆福说：“我要强调，该干训营是一个闭门会议，在会议中我们只讨论如何加强各盟党之间的合作，以迎接第15届大选。”，“在会议期间，我们绝对没有，也不曾讨论要和国盟合作。”

#### 扭曲林冠英“不以华裔自居”谈话
2021年4月14日，正当“去华论”在民主行动党内部掀起千层浪之际，行动党秘书长办公室抨击《星洲日报》继续马华公会的虚假宣传，断章取义秘书长林冠英在2018年5月12日受委为财政部长后的谈话（不以华人自居论）。行动党秘书长办公室指出，《星洲日报》副执行总编辑郑丁贤在4月13日的专栏中指当林冠英受委为财政部长后强调他不是代表华人，尔后发生了爪夷文风波。但实际上，爪夷文是由前朝国阵政府推行的：“郑丁贤没有提到林冠英批准对华校、淡小和宗教学校的历史性拨款，或给予华裔中小型企业以及土著和印裔企业家的拨款时，显然是带有偏见的做法。”“根据记录，林冠英当时是指他并不以华裔自居，而是以马来西亚人自居。他要强调的是，我们大家都是马来西亚人。”

#### 改写陆兆福专访内容
2021年5月3日，《星洲日报》转载一则《当今大马》访问民主行动党组织秘书陆兆福的报导中，沒有注明报导来源，并将专访的内容改写，引起陆兆福与《当今大马》的批评。陆兆福澄清他没有接受过《星洲日报》访问，批评该报在报导内容当中添加许多不符合事实的报导，促请《星洲日报》记者在报导新闻的同时，时刻严守媒体操守。《星洲日报》当日也承认错误，随着将该报导撤下。

#### 误报安华任看守首相
2022年11月22日3时40分，《星洲日报》脸书专页发布一则以“国家元首宣布安华任看守首相”为题的草稿文帖，引起各界混淆。该报事后为错误发布道歉启事。

#### 误报李梓嘉采访被中断为经纪人指示
2023年9月28日，亚运羽毛球团体赛赛后采访中，一名场馆工作人员打断了大马媒体与李梓嘉的采访。然而，《星洲日报》在无严谨核实的情况下，在报道中主观的把采访中断的理由归咎于球员经纪人的指示。事后，有人指出采访中断的原因是因为该采访超出了120秒的时间限制。而星洲日报为此写下了另一篇文章来驳斥该说法，自称该规则只限制持特权转播商，并不约束报章记者。
2023年9月29日，李梓嘉团队发表声明表示该采访是在亚运会组委会的指示下中断的，而非他的团队指示。事件发展自此，《星洲日报》默默地撤下了该争议报道。但该事件在该报的其他文章中依旧有迹可循。

### 抄袭他人作品

#### 2012年连环抄袭风波
2012年7月，《星洲日报》一连被揭发三次的社论抄袭。分别在7月4日，《星洲日报》社论〈再困难也要把改革路走完〉，抄袭自3月13日的台湾《中时电子报》的〈走在时代的十字路口〉；7月7日《星洲》社论〈何忍青春悲歌唱不完〉，抄袭了5月13日台湾《中时电子报》的〈忍让台湾的青春悲歌唱不停〉和6月16日《联合时报》〈35岁的人生：山路或隧道〉；7月31日《星洲日报》社论〈大马仍是理想投资目标〉，抄袭了6月16日台湾《经济日报》的〈全球经济坐困堰塞湖〉。
7月30日，因时事评论员唐南发被读者告知后举报《星洲日报》多处句子抄袭自《中国时报》与《联合报》的社论，导致负责撰写社论的总主笔罗正文引咎辞职，星洲日报也在其脸书上公开道歉，促请网民别再针对当事人。曾任《星洲日报》专题作者陈慧娇（臉书名称Alice Tan）也透露罗正文就是抄袭丑闻主角，更揭露罗正文近五六年来饱受忧郁症困扰，此事件爆发开来后，他在几经濒临崩溃边缘的状态下，离开报馆，促请网民「放过」罗正文，不要对他「进行无谓的人身攻击」。
隔日，在《星洲日报》报章上刊登道歉启示后，再次被揭发当天的社论也涉及抄袭。《东方日报》名家专栏质问，同样是抄袭，为何只有罗正文「被辞职」，早前就被网民读者揭发的同事下属和高层上司是否免于责任。并据《国际新闻道德信条》指出「报业及所有其他新闻媒体的工作人，应尽一切努力，确保公众所接受的消息绝对正确。他们应当尽可能查证所有的消息内容，不应该任意曲解事实，也不故意删除任何重要的事实。」并且强调如「任意中伤、污蔑、诽谤和缺乏根据的指控，都是严重的职业罪恶；抄袭剽窃的行为亦然」，最后澄清没有人欲加害患病的罗正文，本身再不断制造舆论话题的是《星洲日报》自己。另一篇专栏《东方文荟》发表《星洲日报》处理抄袭丑闻的手法的批评，指在被揭露抄袭社论之后，读者自发性搜索抄袭证据，至少已掌握了20篇，且有「上看」30篇抄袭文章，堪称大马中文报业的惊世大丑闻。而《星洲日报》也只在臉書（却未在报纸上）发表简短道歉启事，不仅毫无诚意，反而令人产生「把所有责任推给总主笔罗正文承担，再以暴露他患病的隐私来阻止读者追究此事」的印象。

### 亲国阵立场与自我审查

#### 国阵侍从媒体
《星洲日报》长期以来的编辑倾向于支持國民陣線的情况。在国阵执政时期，星洲在国阵一党优势的情况下与政府保持默契，并建立如互利共生的关系。在中文报业近乎被世华集团垄断的情况下，《星洲日报》作为马来西亚最大的华文报章，仍因介入政治斗争，而将手上的媒体公器私用，提供一面倒的消息或言论给社会大众。

#### 不报道其他媒体亵渎先知事件
2006年2月16日至3月1日，《光明日報》以画中画的方式刊登亵渎先知漫画，被马来西亚国家安全部吊销其晚報出版許可證兩週，以處罰該報疏忽刊登褻瀆伊斯蘭先知漫畫的照片。值得一提的是，同时期《新海峡时报》也因相同原因而被要求道歉或停职的事件，引起非政府组织向政府提出抗议的新闻。《星洲日报》开展自我审查，对同属报系的遭遇反应只字未提，引起民间社会诟病。

#### 不报道国阵要员丑闻事件
2007年12月19日，曾任副首相与财政部长的安华·依布拉欣揭露巴生港口自由贸易区成本狂飙至46亿令吉丑闻的新内幕，指出前任交通部长林良实及现任交通部长陈广才曾滥权签发「保证信」。而由张晓卿控制的《星洲日报》、《南洋商报》及《光明日报》对事件进行了某程度的审查，例如只字不提安华所揭露马华公会林良实、陈广才等其他国阵要员的名字。

#### 不报道陆庭谕性骚扰事件
2008年12月19日，《星洲日报》一名女记者在部落格申诉遭华教元老陆庭谕性骚扰的贴文在媒体同业里传开，但包括《星洲日报》在内的中文报纸、新闻网站及电视台都避而不报道此事，直到《独立新闻在线》在12月19日率先报道后，其他中文媒体才被动及有限度的跟进后续的事态演变。之后在2009年1月21日，《中国报》以独家报导的方式，详细刊登了《风采》杂志翻报陆庭谕性骚扰事件，引起陆庭谕家属和马来西亚华教社会的50个团体发起联署，批评媒体的专业伦理。世华媒体集团旗下的4大报章《星洲日报》、《南洋商报》、《光明日报》、《中国报》对此封杀有关连署声明，不让其见报。

#### 林冠英文章无故被抽
2012年6月2日，槟城首席部长林冠英透过在《星洲日报》晚报的个人专栏「槟城在望」刊登一篇题为〈免费wifi让新闻自由不沦丧〉的文章。不过在隔日早报的时候，林冠英的专栏文章被无故抽起，《星洲日报》也没有公布原因。而在署名林冠英的文字留下的「空窗」版位移动之后，改由一则讣告填补，引起网民纷纷惊呼「林冠英专栏变讣告」。《星洲日报》在接连几日受到网民和行动党支持者的非议，批评该报抹杀读者知情权，侵害新闻自由。4天后的6月6日，《星洲日报》向林冠英作出公开道歉，但沒有向读者和公众道歉，同时也没有解释为何抽起文章的缘由。两个月后，《星洲日报》刊登一篇标题为〈致所有媒体工作者〉的文章，当中提及之所以抽起林冠英的专栏文章，是因为「沒有新闻价值」。

#### 报道删除丘光耀名字
2012年6月24日，时任民主行动党全国文宣组组长丘光耀在其面子书发布《告民主行动党全体支部执委同志书》，控诉《星洲日报》在霹雳州华都牙也举行的「双龙出海，告别腐政」的演讲会中，直接删除他的名字，批评《星洲日报》的目的是迫使行动党支部勿再邀请他演讲，让他从此告别讲台。丘光耀之后继续批评《星洲日报》是支持国阵的「援交报」和「腥臭日报」，让他在党内获得“雇佣军”（Expendables）的外号。丘光耀因此遭到世華媒體集团旗下垄断的四大报章集体杯葛。

#### 刊登“国阵网络团队”炮打希盟宣言新闻引起抗议
2018年3月10日，《星洲日报》头条标题〈希盟宣言拾人牙慧〉，配以副标题〈国阵网络团队逐点反驳〉。该报引述“国阵网络团队”指称，反对党希望联盟竞选宣言的大部分内容皆已由执政党国民阵线政府率先落实。报道引述“国阵网络团队”一一批评希盟竞选宣言中的承诺，包括废除消费税、最低薪金制、收入4000令吉以下者暂缓还高教贷款等。不过，《星洲日报》并未交代这个不为人知的“国阵网络团队”的身份，也未说明他们是在哪里，或通过什么管道来反驳希盟竞选宣言。报道之后引起了多名民主行动党领袖抗议。
3月15日，《星洲日报》总编辑郭清江在该报早报言路版的专栏〈总编时间〉撰文自揭，该文告发自首相新闻秘书，而非乌合之众。他否认《星洲日报》是国阵报纸，并说：“《星洲日报》采用‘国阵网络团队’的来稿做头条，是因为它来自首相新闻秘书，是有出处的，并非网络乌合之众的作品。至于对方要用什么名义发，不在我们掌控中。”“决定采用它，是因为整篇内容没有抹黑与谩骂，它提供的是以数据分析希盟竞选宣言的内容。至于说以后是否用红豆兵（国阵称呼行动党雇佣的网络兵团）反驳国阵竞选宣言的言论，要放在哪个版面，那要看你的来稿是否言之有物，或者还是一贯抹黑。当然，最后还得看当天是否有更重要的新闻。”

#### 不报道致意香港反送中运动内容
2019年8月15日，《星洲日报》在其面子书副刊专页「活力副刊吹水站」贴出一张向香港反送中运动致意「祝福香港」的版面照，内容为一名右眼受伤的香港女子，以及其他14张蒙眼抗议者的照片合辑。最终《星洲日报》副刊《快乐星期天》沒有刊登「祝福香港」的版页，改为刊登一则威士忌内容。总编辑郭清江否认撤掉「祝福香港」版页，他解释网路版的内容不一定会刊登在报纸上，促请记者不要去炒作这个新闻。

### 封杀批评者
《星洲日報》封杀批评者行之有年，在马来西亚是最引人詬病的方面之一，但具体始于何时，不易考究，以下是具有紀錄的行迳：

#### 封杀反对媒体垄断讲座
2006年10月27日，由撰稿人联盟与隆雪华堂民权委员会联办的“官商垄断媒体，民间自主突围”讲座会，以讨论媒体被政治力量与媒体财团双重垄断的危机，同时也探讨民间如何在这个困境中寻求出路。《星洲日报》是张晓卿旗下的4家报馆中，唯一有派遣记者出席的报章。不过该名记者的任务并非采访及报导，而是负责以录音机录下讲座过程，以交回给高层包括星洲媒体集团董事经理刘鉴铨及集团总编辑萧依钊等聆听。《星洲日报》也对此封杀有关讲座信息，引起了诟病。撰稿人联盟主席黄进发批评张晓卿已经成为要看巫统脸色的报业皇帝，形成“外抗美帝，内拒巫统”的心理障碍，更对他合理化垄断媒体的行为表达不满。评论人苏铭强也对张晓卿阵营的所属报章力证星洲媒体集团没涉及收购南洋报业，以开脱垄断中文报业的指责得出的结论是“垃圾”。苏铭强也质疑张晓卿声称要整合中文媒体与西方媒体抗衡的论述，但《星洲日报》对此完全没有介绍有关讲座，而苏铭强指张晓卿根本是在玩弄文字游戏否认垄断。

#### 對NTV7封殺
2006年12月16日，Ntv7的旗舰时事调查节目《追踪档案》因报导了反对媒体垄断专题后，遭到世华媒体集团拥有的报章从同年12月30日起集体杯葛，不获准ntv7的电视节目剧情简介出现在娱乐版刊登，《星洲日报》是涉及杯葛的报章之一。《当今大马》于2007年1月24日对其进行独家报道，称在ntv7高层就《追踪档案》节目内容会见星洲媒体集团董事主席张晓卿作出解释后，张晓卿已答应结束旗下四大中文报对ntv7长达25天之久的「封杀行动」。1月26日，《星洲日报》副执行总编辑郭清江在《星洲日报》的《沟通平台》专栏上以「《当今大马》网站中文版的假新闻」为题，指责《当今大马》中文版制造假新闻，完全违反了新闻工作者的道德准则。《今当大马》中文版编辑也以「我们戴不起“假新闻”大帽子」为题反击，质问《星洲日报》同属张晓卿所控制报章为何自去年12月30日开始，不再刊登ntv7的电视节目剧情简介，并举例《星洲日报》在1999年11月14日已经制造了著名的假新闻事件，并说明制造假新闻、新闻报导的落差及疏漏的分别，同时为报导中的疏漏向张晓卿和读者郑重道歉。隔日，《当今大马》评论《星洲日报》的封杀行径已经违反新闻正义，一家报纸有了封杀新闻的记录之后，就已经不适合挂上正义的招牌。

#### 對鄧章欽封殺
2011年6月28日，時任雪兰莪州议会議长邓章钦在出席《报业风云半世纪》推介礼中举行针对国内中文报公信力急剧下跌，中文网络媒体则趁势崛起的“中文报路在何方？”的座谈会上，指出是因为英文报的评论与专栏较中文报专业优秀，而许多中文报的记者已经沦为名副其实的“记者”（reporter），而不是「新闻从业员」（journalist）。在语文掌握能力，中文报记者素质比起过去也差了一大截。中文报的社论也是「惨不忍睹」，专栏内存都写得「不汤不水」，连基本的事实掌握也弄错。引起世華媒體集团在7月1日至12日短短13天里动员四家报纸，刊登至少20名作者、27篇文章围剿。邓章钦因此遭到《星洲日报》等报章集体封杀，不让其名字、照片、动态和言论见报。

#### 捍卫莱纳斯广告批评反对者
2013年3月13日，在民间社会反对澳大利亚莱纳斯公司在马来西亚设厂的情况下，世华媒体集团旗下3份报纸以“报导式广告”（advertorial）刊登了该公司的宣传广告，结果招致积极参与反对莱纳斯设厂的读者批评对民意不够敏感，其中《星洲日报》首当其冲，遭读者涌入其面子书里非议。为《星洲日报》辩护的支持者提出的主要辩解是，厂家付费的广告，报社不可拒绝。而反对者则提出广告收入对星洲的业绩微不足道，即使考虑未来的潜在收入，莱纳斯也不见得是重要的广告金主。星洲日报的一些中阶主管更对此回呛读者，苛责所有批评星洲的评论是在“打压言论自由”，引起时评员唐南发、庄迪澎接连刊文炮轰星洲，《星洲日报》对此也将有份批评该报的时评员称为「舆论寄生虫」。

#### 對唐南發封殺
2017年5月28日，在纪念2001年《南洋商报》被马华公会介入收购的「528报殇」16周年讲座宣传上，时评人林宏祥批评《星洲日报》在5月26日地方版《大都会》刊登该讲座资讯时，只列出政治学者潘永强和马大中国研究所研究员张淼为主讲人，却未列时评人唐南发的名字。《星洲日报》执行总编辑郭清江接受《当今大马》访问时拒绝回应，只表示：「你没有其他课题可以报道了吗？我觉得你们应该报道更多有意义的新闻，谢谢。」林宏祥隨后也在面子书上载《星洲日报》该讲座资讯截图和撰文，指在资讯爆炸的年代，每人手上都有一部手机，手机上到处有镜头，封锁资讯或垄断舆论，几近不可能。他批评，这样的封杀举止思想老旧，但奇怪的是，却有人仍然不亦乐乎，重复地干着「封杀」的事。唐南发接受《当今大马》访问时，表示不在意被《星洲日报》封杀，并揶揄《星洲日报》认为他们「封杀」的手段还有效，那至少要有本事买下面子书和谷歌

### 涉及诽谤法律诉讼

#### 发布诽谤林冠英文章
2016年11月25日，时任槟城首席部长林冠英发律师信给槟城民政党主席邓章耀，要求邓章耀收回他在《星报》发表指控槟城在2013年拒绝木蔻山一项联营投资计划，导致槟州发展机构损失2亿2000万令吉盈利保证及土地权力的不实言论及文章道歉，惟邓章耀拒绝此要求。林冠英随后起诉邓章耀发表的言论，以及发布有关文章的《星报》和所属网站《星报网》，以及星洲媒体集团属下的《星洲日报》和《光明日报》涉及诽谤。
在经历4年的庭审与上诉过程后，2021年11月22日，邓章耀在槟城高庭收回诽谤林冠英的言论及道歉，同时支付堂费7万5000令吉。同年12月，林冠英与《光明日报》及《星洲日报》达成和解协议，星洲要缴付3万7500令吉堂费。林冠英强调，随著达到庭外和解，他不会要求这2家报馆道歉，但堂费必须照样缴付。

#### 诽谤拉菲兹贪图官位阻挠组阁
2018年5月13日，《星洲日报》引述消息来源，指人民公正党主席旺阿兹莎原本将出席于5月12日在土著团结党总部召开的希望联盟领袖会议，以商讨内阁部长阵容，惟公正党副主席拉菲兹在得知自己不是财政部长后，劝告旺阿兹莎等人缺席有关会议。
在该新闻发布后不久，拉菲兹发推文表明他将起诉《星洲日报》，因为后者诽谤他觊觎财政部长的职位：“《星洲日报》的报道声称，我反对这次的组阁公布，因为我要当财政部长。”“（可是）我从去年就告诉公正党主席旺阿兹莎、实权领袖安华和副主席努鲁依莎，我不要政府的任何官职。”“《星洲日报》报道诽谤我，而我会兴讼。”5月14日，《星洲日报》刊登中英双语启事，为错误引述致歉，相关新闻也已即时删除。

### 政治敏感错误

#### 窜改马英九头衔
2016年11月14日，《星洲日报》在线网站《星洲网》因将日前专访马英九的一篇报导中，将他的头衔从《星洲日报》纸版的「台湾前总统」窜改为「台湾前领导人」，引起马英九办公室和本人表达不满和抗议。当时马英九因卸任台湾总统职位后首度出访，准备前往马来西亚南方大学应邀发表专题演讲之前，在台湾接受了《星洲日报》的访问。而在11月12日之前，《星洲网》依然称马英九「台湾前总统」，但在11月14日窜改为「台湾领导人」。马英九办公室谴责《星洲网》有违媒体秉持事实报道、不受政治操弄的基本原则，并呼吁《星洲网》坚守媒体不受政治干预的原则。另据台湾《中央社》14日报道，马英九当天在桃园机场接受访问时，回应《星洲日报》网络版将他降级为「台湾前领导人」，对此他表示「强烈遗憾」，表示一个媒体必须要有中性、专业性，不要受到不当力量的影响，而改变立场。马英九最后表示，如果这样的媒体，他以后就不想再打交道了。《星洲日报》隔日发表一篇声明感谢马英九办公室发文指正，称「马英九是一位备受尊敬的世界领袖，在马来西亚知名度甚高。他是「台湾前总统」，也是「台湾前领导人」，更是一位「学者」。我们是根据整个两岸现有的政治情况，以及对「一个中国」政策的理解和表述，而对马先生的称呼做弹性处理，无意抵触任何一方的政策。」《星洲网》随后也将马英九头衔更改回「台湾前总统」。

#### 马新主权立场用词争议
2018年12月11日，《星洲日报》属下的网络电视《百格时事》在转载《联合早报》一则有关马来西亚与新加坡海权关系的报道中，没有注明出处来源，并在遣词用字被指倾向新加坡，引起马来西亚交通部强烈抗议。《星洲日报》隔日刊登道歉启事，承认在转载的新闻背景时，未从马来西亚的角度改写，才会引起不必要的误会，承诺会更加谨慎处理涉及马来西亚、新加坡或国与国之间的争议新闻，也撤下该报道。之后在12月23日，《星洲日报》副编辑郑丁贤发表一则专栏文章《人民等不到圣诞礼物》，再次惹恼交通部秘书林芮光，令后者一连两天发文炮轰《星洲日报》重提马新争议新闻和部长言论的旧账。

#### 刊登马来西亚缺陷国旗
2025年4月15日，《星洲日报》为配合中国国家主席习近平访问马来西亚，在其纸质和电子报的封面上刊登显著的特辑预告。然而，新闻题图采用的「友谊之船」AI生成图片，其上所悬挂的马来西亚国旗「辉煌条纹」却缺少象征着官方宗教伊斯兰教的新月图标，引起社会舆论批评，指责该错误显示星洲报社的疏忽和不敏感的行为。《星洲日报》在被发现该错误后紧急发布道歉声明，并将该错误归咎于「技术故障」，随后于4月16日重新刊登修正后的电子报版本。此外，当天《星洲日报》将甫逝世的前首相阿都拉·巴达威的国葬新闻，仅以小版面刊登在封面角落，而习近平访马的新闻则篇幅显著，也引起了读者的不满。
《星洲日报》刊登不完整「辉煌条纹」国旗引起社会广泛抨击，从大学学者至马来西亚最高元首对《星洲日报》的道歉声明作出回应，指出代表国家主权和身份象征的错误不可接受，并斥责星洲报社作为一个资深媒体，在出版新闻时不但沒有作出事先审核，还绘制错误的国旗，质疑《星洲日报》编辑团队对国家的忠诚度，要求对报社采取严厉行动。
马来西亚皇家警察至少接获40宗针对《星洲日报》国旗图片错误一事的投报，宣布援引《1984年印刷及出版法令》展开调查。马来西亚內政部发表声明指出，《星洲日报》的错误国旗图片是一个严重失误，不仅缺乏专业素养，还可能破坏大马多元种族社会的和谐，向星洲报社发出要求提供解释的信函，并引用两项法律条令调查此案。星洲日报总编辑陈汉光与世华媒体（马）集团总编辑郭清江随即在内政部及通讯及多媒体委员会（MCMC）传召下，前往相关单位配合当局的调查。
星洲报社管理层发表声明表示，就其头版刊登错误的国旗接受最高元首的建议，向苏丹依布拉欣·依斯迈毫无保留地道歉，并展开彻底的内部调查，确保对这一错误负责的工作人员进行纪律处分。4月17日，星洲日報宣佈將总编辑陈汉光及副编辑主任蔡淑姗采取停职处分，直到内政部調查結束爲止。

#### 删除环境部发布错误国旗报道
2025年5月21日，《星洲日报》网站在其各个社交平台和所屬的網絡電視《百格時事》在下午5点时，分别发布如〈环境部脸书视频两国旗都出现错误〉、〈又有国旗失误，这次是天然资源及环境永续部〉、〈又有政府部门发生国旗失误问题，这次是天然资源及环境永续部发布的视频，出现的两面国旗都有失误〉等标题的报道，宣称其发现了马来西亚天然资源及环境永续部在其脸书发布一段名为“绿色计划，乐活社区”（Program Hijau Kumuniti Ceria）的短片上，绘制错误的马来西亚国旗，引起读者在其网络平台留言热议。但是《星洲日报》在新闻发布几十分钟后删除报道內容。与此同时，与《星洲日报》同属报系的《光明日报》和《中国报》也曾引述前者新闻作出同文报道，但随后也陆续删除该新闻。不过仍然有媒体保留《星洲日报》报道该新闻的內容。

## 批评
- 撰稿人联盟会员：《星洲日报》与《当今大马》和《独立新闻在线》两个网站打笔战，天天在其《沟通平台》刊登所谓读者来函和少数几个员工文章来为其涂脂抹粉，但几乎都遭到反垄断的朋友们的驳斥。《星洲日报》打这笔战，仗的是《星洲日报》的读者多，反垄断的媒体的读者少。星洲在打笔战的过程中，要确保的是星洲的读者读不到对手的文章。堂堂第一大报，和两个小小的网站打笔战，竟然怕自己的读者读到对手的文章，还大吹自己的“报人风骨”，太不新闻专业，也太伤了《星洲日报》的新闻工作者的自尊心了。（2006年11月12日）[106]
- 资深媒体人庄迪澎：《星洲日报》之可恶，就是把一切的批评都“个人化”，举凡严厉批评《星洲日报》者，都归类为有人格缺陷之人。而且，傲慢、独裁却自卑，造就了好勇斗狠、民主素养贫瘠的报社主管，其结果就是典当媒体的公共性格，使之沦为这些掌握舆论地盘的人任意用来“处罚”异己的私人利器。（2014年7月21日）[107]
- 民主行动党秘书处：《星洲日报》唯一的目标就是打倒行动党，星洲日报的历史脉络充满着国阵挂钩收编的事实，从马华收购南洋报业再转卖给星洲组成世华媒体，几乎垄断了中文报业，从根本上星洲的基因就不可能中立。因此星洲就是亲反对党（马华）的报系。（2019年9月）[108]

## 外部連結
- 官方网站
- 星洲日報的Facebook專頁
- 星洲日報大北馬社區報的Facebook專頁
- 星洲日報大霹靂社區報的Facebook專頁
- 星洲日報古城社區報的Facebook專頁
- 星洲日報民都魯社區報的Facebook專頁
- 星洲日報花城社區報的Facebook專頁
- 星洲日報大柔佛社區報的Facebook專頁
- 星洲日報晉汉斯社區報的Facebook專頁
- 沙巴星洲日報的Facebook專頁
- 汶萊星洲日報的Facebook專頁
- 砂拉越星洲日報的Facebook專頁
- 星洲日報 美里的Facebook專頁
- 星洲日報 詩巫 中區版的Facebook專頁
- 星洲日報大都會的Facebook專頁
- 星洲日報學海後浪坊的Facebook專頁
- 星洲日報副刊文藝春秋的Facebook專頁
- YouTube上的星洲日報頻道
- 星洲日報的X（前Twitter）